# 田中なおみ
田中 なおみ（たなか なおみ、本名・田中 尚美、1957年〈昭和32年〉2月15日 - 2006年〈平成18年〉1月8日）は、日本の元タレントであり、女優。。1979年（昭和54年）度の 『クラリオンガール』として知られた。

## 来歴・人物
1957年（昭和32年）、福井県小浜市出身。福井県立若狭高等学校卒業。東洋大学文学部日本文学科に在籍中だった1978年（昭和53年）、1979年度 『クラリオンガール』（5代目）に選出されて芸能界デビューした。その後は男性誌のグラビアページなどに多数登場したほか、女優として、テレビドラマ 『ザ・スーパーガール』（東京12チャンネル、並木悦子役）にもレギュラー出演していた。公表されていたサイズは身長162cm、B86cm、W60cm、H87cm（1979年当時）。
病気療養を経て、2006年（平成18年）1月8日に死去した。48歳没。

## 出演

### テレビドラマ
- ザ・スーパーガール（1979年、12ch・東映） - 並木悦子（レギュラー）
- 水曜ドラマスペシャル「危険なふたり（第3回）」（1985年、TBS・KANOX）
- 月曜ドラマランド「転校生!おれがあいつであいつがおれで」（1985年、CX・アズバーズ）
- 太陽にほえろ! 第718話「そして又、ボスと共に」（1986年、NTV・東宝） - ケーキ屋の店員